# Juanulloa parasitica
Juanulloa parasitica är en potatisväxtart som beskrevs av Hipólito Ruiz López och José Antonio Pavón y Jiménez.
Juanulloa parasitica ingår i släktet Juanulloa och familjen potatisväxter. Inga underarter finns listade i Catalogue of Life.

## Bildgalleri

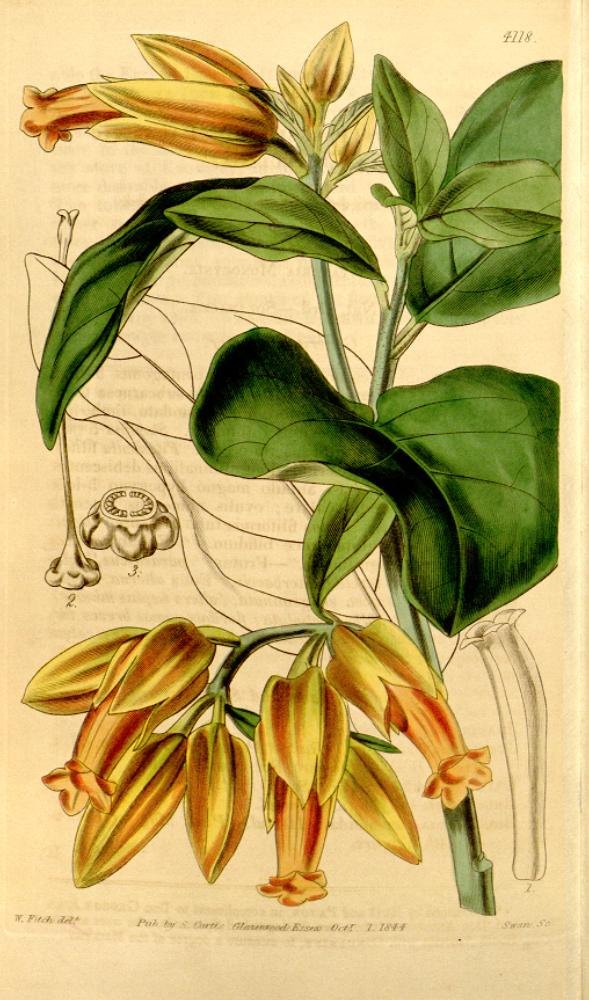